# Culicinae
Culicinae Meigen, 1818 è una sottofamiglia di ditteri della famiglia Culicidae.

## Tassonomia
La sottofamiglia comprende le seguenti tribù e generi:
- Sottofamiglia Culicinae
  - Tribù Aedeomyiini
    - Genere Aedeomyia

  - Tribù Aedini
    - Genere Aedes
    - Genere Armigeres
    - Genere Eretmapodites
    - Genere Haemagogus
    - Genere Heizmannia
    - Genere Opifex
    - Genere Psorophora
    - Genere Udaya
    - Genere Verrallina
    - Genere Zeugnomyia

  - Tribù Culicini
    - Genere Culex
    - Genere Deinocerites
    - Genere Galindomyia
    - Genere Lutzia

  - Tribù Culisetini
    - Genere Culiseta

  - Tribù Ficalbiini
    - Genere Ficalbia
    - Genere Mimoyia

  - Tribù Hodgesiini
    - Genere Hodgesia

  - Tribù Mansoniini
    - Genere Coquillettidia
    - Genere Mansonia

  - Tribù Orthopodomyiini
    - Genere Orthopodomyia

  - Tribù Sabethini
    - Genere Isostomyia
    - Genere Johnbelkinia
    - Genere Kimia
    - Genere Limatus
    - Genere Malaya
    - Genere Maorigoeldia
    - Genere Onirion
    - Genere Runchomyia
    - Genere Sabethes
    - Genere Shannoniana
    - Genere Topomyia
    - Genere Trichoprosopon
    - Genere Tripteroides
    - Genere Wyeomyia

  - Tribù Toxorhynchitini
    - Genere Toxorhynchites

  - Tribù Uranotaeniini
    - Genere Uranotaenia